# Bernadette Előd
 (février 2025).
Bernadette Előd est une musicienne, violoniste, enseignante et directeur artistique vaudoise.

## Biographie
Bernadette Előd est, comme son maître Árpád Gérecz, hongroise et violoniste. Née d'un père hongrois et d'une mère lausannoise installée en Hongrie depuis 1926, elle a douze ans lorsqu'elle doit fuir son pays natal avec sa mère, veuve, et ses trois sœurs. Par la volonté de sa mère, les quatre filles font des études et non un apprentissage et Bernadette peut s'orienter vers des études musicales et ses sœurs vers la médecine.
Bernadette Előd prend le relais et la direction des Concerts Bach de Lutry à la mort inattendue de leur directeur artistique, Arpád Gérecz, en 1992. C'est à elle qu'on doit le tournant pris par les Concerts Bach dans les années 1990 ; constatant que la tendance, pour jouer la musique baroque, est de former des interprètes de plus en plus spécialisés, elle décide de recourir à des formations spécifiques, comme les ensembles Camerata Köln, Musica Antiqua Köln, Il Giardino Armonico, l'Akademie für Alte Musik Berlin, etc. 
Active depuis une trentaine d'années dans l'échange culturel entre la Suisse et la Hongrie, elle a pu inviter, à chaque saison, un ou plusieurs ensembles ou artistes de son pays. Les voûtes de l'église de Lutry ont ainsi entendu l'Orchestre de chambre de Hongrie, le chœur de Pécs, les pianistes de György Sebök, Dénes Vàrjon, d'András Schiff, le violoncelle de Miklós Perényi, János Starker, l'Orchestre de chambre Franz Liszt, conférant par ses actions et ses voix de musiciens, une renommée internationale aux Concerts Bach de Lutry.
Bernadette Előd est également membre de l'association de concerts de musique de chambre « Pour l'art & Le Lutrin », fondée en 1996 à l'issue de la réunion des associations « Pour l'Art », créé en 1952 et « Le Lutrin », créé en 1977. Proposant des concerts de musique de chambre, elle attire des ensembles internationaux, rassemblés depuis 2002 à huit concerts par an, en deux cycles de quatre concerts, donnés à l'Octogone de Pully. Elle est également, dans les années 1990, responsable de la promotion artistique du Théâtre municipal de Lausanne (TML).

## Sources
- « Bernadette Előd », sur la base de données des personnalités vaudoises sur la plateforme « Patrinum » de la Bibliothèque cantonale et universitaire de Lausanne.
- Chenal, Matthieu, "L'âge d'or des Concerts Bach", 24 Heures, 2008/10/23, p. 38
- Stevan, Caroline, "Tout va changer! Les Russes vont partir", 24 Heures, 2006/11/16, p. 7.